# Jan Groenendijk (voetballer)
Jan Groenendijk (Heinenoord, 6 juli 1946 – Culemborg, 9 februari 2014) was een Nederlands profvoetballer die uitkwam voor Elinkwijk, FC Utrecht, Go Ahead Eagles en FC Wageningen.

## Loopbaan

### Beginjaren
Tot zijn vijftiende jaar was hij lid van SV Heinenoord waar hij doelman was. Vanwege zijn lengte werd hij als keeper opgesteld, terwijl hij liever aanvaller was om zelf doelpunten te maken. Daarom vertrok hij naar SV Geinoord, een zaterdagclub uit het toenmalige dorp Vreeswijk, waar hij centrumspits werd en vaak scoorde.
Als negentienjarige aanvaller van Geinoord werd hij geselecteerd voor het Nederlands zaterdagelftal. Naast enkele oefenduels speelde hij een officiële interland, op 7 mei 1966 in de thuiswedstrijd tegen Frankrijk (1-0). Hij kwam zes seizoenen uit voor het eerste elftal van Geinoord. In zijn laatste seizoen 1968/69 scoorde hij gemiddeld twee goals per wedstrijd. Daardoor trok hij de aandacht van DOS en Elinkwijk. Bij de laatste club tekende hij een profcontract.

### Elinkwijk
Vanaf de competitiestart had hij een basisplaats bij Elinkwijk in de Eerste divisie. De aanpassing vanuit de tweede klasse van het zaterdagvoetbal naar het betaald voetbal vergde enkele weken. In de zesde wedstrijd, op 21 september 1969 thuis tegen De Graafschap, scoorde hij voor het eerst. Door zijn twee treffers won Elinkwijk met 2-1. Groenendijk werd clubtopscorer met 23 doelpunten en eindigde na Gerrie Deijkers van Willem II als tweede in het topschuttersklassement van de Eerste divisie. Na zijn eerste profseizoen fuseerde Elinkwijk met de stadgenoten DOS en Velox tot FC Utrecht.

### FC Utrecht
Groenendijk was een van de vier Elinkwijk-spelers die op woensdag 19 augustus 1970 aan de aftrap stond van de competitiestart. De nieuwe fusieclub trad in stadion De Kuip aan tegen Feijenoord (4-1). Groenendijk scoorde al in de zesde minuut het allereerste competitiedoelpunt voor FC Utrecht. De doelpuntenmaker viel nog voor rust uit met een enkelblessure. Hij was weer van de partij in de tweede wedstrijd, op 30 augustus thuis tegen Go Ahead Eagles. FC Utrecht behaalde zijn eerste zege (4-1) en Groenendijk scoorde tweemaal. 
In zijn debuutjaar op het hoogste voetbalniveau scoorde hij achttien treffers. In het volgende seizoen 1971/72 was hij met vijftien goals opnieuw clubtopscorer. Hij verruilde na twee jaar FC Utrecht voor Go Ahead Eagles waar hij een beter contract kon krijgen.

### Go Ahead Eagles
Groenendijk maakte bij Go Ahead Eagles, als vervanger van de naar Club Brugge vertrokken Ruud Geels, zijn reputatie niet geheel waar. Bij FC Utrecht werd hij al snel gemist. Toch had de club meegewerkt aan de verkoop van zijn topschutter vanwege de hoge transfervergoeding, circa 400.000 gulden, die Go Ahead Eagles betaalde. 
De Deventer club kwam moeilijk tot scoren. Met zes doelpunten was Groenendijk in het seizoen 1972/73 de clubtopscorer. Een jaar later kwam hij tot zeven competitietreffers.

### FC Wageningen
Groenendijk vertrok medio 1974 naar FC Wageningen dat via de nacompetitie naar de Eredivisie was gepromoveerd. Bij Wageningen werd hij herenigd met Fritz Korbach die assistent-trainer was in zijn tijd bij Elinkwijk en FC Utrecht.
Ondanks de dertien doelpunten van Groenendijk degradeerde de Wageningse club. Na de degradatie speelde hij nog twee seizoenen met FC Wageningen in de Eerste divisie.  

### Zaterdagamateurs
Na acht jaar als profvoetballer keerde hij in 1977 op 31-jarige leeftijd terug naar zijn oude vereniging SV Geinoord. Hij promoveerde met deze zaterdagclub in 1978 naar de tweede klasse. Twee jaar later zocht hij het weer hogerop bij zaterdageersteklasser GVVV uit Veenendaal waar meer ex-profspelers van FC Wageningen actief waren.
Hij speelde vier seizoenen bij GVVV om in 1984 op 38-jarige leeftijd zijn spelersloopbaan te beëindigen. Hij werd jeugdtrainer bij SC Everstein waar hij later het tweede elftal onder zijn hoede had.
Groenendijk was werkzaam bij pensioenfonds PGGM en woonde in Culemborg. Hij overleed op 9 februari 2014 op 67-jarige leeftijd aan slokdarmkanker. Hij werd begraven op de begraafplaats in Culemborg, zijn grafsteen heeft de vorm van een voetbal.

## Clubstatistieken
| Seizoen | Club            | Land      | Competitie     | Competitie | Competitie | Beker | Beker | Internationaal | Internationaal | Overig | Overig | Totaal | Totaal |
| Seizoen | Club            | Land      | Competitie     | Wed.       | Dlp.       | Wed.  | Dlp.  | Wed.           | Dlp.           | Wed.   | Dlp.   | Wed.   | Dlp.   |
| ------- | --------------- | --------- | -------------- | ---------- | ---------- | ----- | ----- | -------------- | -------------- | ------ | ------ | ------ | ------ |
| 1969/70 | Elinkwijk       | Nederland | Eerste divisie | 33         | 23         | 4     | 2     | –              | –              | –      | –      | 37     | 25     |
| 1970/71 | FC Utrecht      | Nederland | Eredivisie     | 34         | 18         | 2     | 0     | –              | –              | –      | –      | 36     | 18     |
| 1971/72 | FC Utrecht      | Nederland | Eredivisie     | 32         | 15         | 1     | 0     | –              | –              | –      | –      | 33     | 15     |
| 1972/73 | Go Ahead Eagles | Nederland | Eredivisie     | 31         | 6          | 1     | 0     | –              | –              | –      | –      | 32     | 6      |
| 1973/74 | Go Ahead Eagles | Nederland | Eredivisie     | 27         | 7          | 1     | 1     | –              | –              | –      | –      | 28     | 8      |
| 1974/75 | FC Wageningen   | Nederland | Eredivisie     | 34         | 13         | 4     | 3     | –              | –              | –      | –      | 38     | 16     |
| 1975/76 | FC Wageningen   | Nederland | Eerste divisie | 33         | 15         | 2     | 1     | –              | –              | 6      | 0      | 41     | 16     |
| 1976/77 | FC Wageningen   | Nederland | Eerste divisie | 22         | 12         | 1     | 2     | –              | –              | –      | –      | 23     | 14     |
| Totaal  | Totaal          | Totaal    | Totaal         | 246        | 109        | 16    | 9     | 0              | 0              | 6      | 0      | 268    | 118    |